# Tachypyrion
Ein Tachypyrion (von griechisch tachýs „schnell“ und pyr „Feuer“) ist ein ab 1806 von Joseph Mollet vermarktetes Feuerzeug, das mittels Kompressionshitze einen Zunderschwamm entzündet.
Schon 250 v. Chr. entdeckte Ktesibios, dass ein von ihm verwendetes Luftdruck-Geschütz Funken (stammend von Staub- oder anderen Partikeln) sprühte, wenn der Kolben den Zylinder verließ. 1770 erfand Charles-François Dumouriez ein pneumatisches Feuerzeug, bestehend aus einem Zylinder, in den ein Kolben mit etwas Feuerschwamm in einem Hohlraum am Ende möglichst schnell hinein getrieben wird. Dieser Feuerschwamm entzündet sich durch Kompressionshitze und die Glut kann genutzt werden. Im Jahr 1803 entwickelte der Franzose Joseph Mollet dieses Feuerzeugsystem weiter und vermarktete es ab 1806 als Tachypyrion.